# Henrik Weel
Henrik Weel (* 9. Februar 1954 in Kopenhagen) ist ein dänischer Schauspieler.

## Leben
Henrik Weel ist der Sohn des Schauspielers Jørgen Weel und der Enkel des Regisseurs Arne Weel. Seine Großmutter war die Sängerin Liva Weel.
In seiner Schulzeit sang Weel beim Kopenhagener Knabenchor. Nach seinem Schulabschluss absolvierte er eine Schauspielausbildung, die er im Jahr 1979 erfolgreich abschloss. Weel war daraufhin an zahlreichen Theatern in ganz Dänemark tätig, davon u. a. auch am Odense Teater oder am Folketeatret. Auch in Film- und Fernsehproduktionen übernahm Weel seitdem rund ein Dutzend Rollen.

## Filmografie (Auswahl)
- 1983: Rejseholdet (Fernsehserie, 1 Folge)
- 1995: Hallo, det er jul! (Fernsehserie, 11 Folgen)
- 1997: Bryggeren (Fernsehserie, 3 Folgen)
- 1999: Taxa (Fernsehserie, 1 Folge)
- 2002: Unit One – Die Spezialisten (Rejseholdet, Fernsehserie, 1 Folge)
- 2007: AFR
- 2006: Klovn (Fernsehserie, 1 Folge)
- 2011: Nordlicht – Mörder ohne Reue (Den som dræber, Fernsehserie, 1 Folge)
- 2016: Dicte (Fernsehserie, 1 Folge)